# 拉亞山脈
拉亞山脈是秘魯的山脈，位於阿爾蒂普拉諾高原西北面，由普諾大區和庫斯科大區負責管轄，屬於安第斯山脈的一部分，全長約60公里，最高點海拔高度5,489米。